# Acripia megalesia
Acripia megalesia är en fjärilsart som beskrevs av Pierre E.L. Viette 1965. Acripia megalesia ingår i släktet Acripia och familjen trågspinnare. Inga underarter finns listade i Catalogue of Life.